# Lienardia periscelina
Lienardia periscelina é uma espécie de gastrópode do gênero Lienardia, pertencente a família Clathurellidae.